# Szűr (település)
Szűr (németül: Sier, horvátul: Sur) község Baranya vármegyében, a Mohácsi járásban.

## Fekvése
Pécstől keletre fekszik, a Csele-patak mellett.
A szomszédos települések: észak felől Feked és Szebény, délkelet felől Görcsönydoboka, dél felől Himesháza, északnyugat felől pedig Geresdlak;közúti kapcsolata csak Szebénnyel és Himesházával van.

### Megközeltése
A településen végighalad, annak főutcájaként az 5614-es út, közúton csak ezen érhető el Szebény vagy Himesháza érintésével. A falu határában elhalad az M6-os autópálya is, de annak nincs csomópontja a közelében sem.

## Története
A falu nevét csak 1542-ben említette először oklevél.
A török időkben ez a falu is elnéptelenedett.
Szűr a 18. században német telepesekkel népesült újra.
A második világháború után az itteni német lakosságot is kitelepítették a községből. Helyükre később a csehszlovák–magyar lakosságcsere keretében a Felvidékről és Pest megyéből érkezett magyarokkal települt újra.
A település a 20. század elején Baranya vármegye Pécsváradi járásához tartozott.
Az 1910-es népszámláláskor Szűrnek 657 lakosa volt, melyből 17 magyar, 640 német volt.
A 2001-es népszámláláskor 327 lakosa volt, melynek 35,5%-a volt német, a többi magyar. 2008 január 1-jén 289 lakost számoltak össze itt.

## Közélete

### Polgármesterei
- 1990–1994: Kropp Károly (Agrárszövetség)[4]
- 1994–1998: Kropp Károly (független)[5]
- 1998–2002: Kropp Károly (független)[6]
- 2002–2006: Kropp Károly (független)[7]
- 2006–2010: Kropp Károly (független)[8]
- 2010–2014: Kropp Károly (független)[9]
- 2014–2019: Kropp Károly (független)[10]
- 2019–2024: Kropp Károly (független)[11]
- 2024– : Kropp Károly (független)[1]

## Népesség
A település népességének változása:
| Lakosok száma | 268  | 259  | 253  | 224  | 229  | 254  | 240  | 236  |
|               | 2013 | 2014 | 2015 | 2019 | 2021 | 2022 | 2023 | 2024 |

A 2011-es népszámlálás során a lakosok 95,3%-a magyarnak, 0,4% cigánynak, 47,7% németnek mondta magát (4,3% nem nyilatkozott; a kettős identitások miatt a végösszeg nagyobb lehet 100%-nál). A vallási megoszlás a következő volt: római katolikus 70,8%, református 9,4%, evangélikus 0,4%, görögkatolikus 0,4%, felekezeten kívüli 8,7% (8,3% nem nyilatkozott).
2022-ben a lakosság 86,2%-a vallotta magát magyarnak, 42,1% németnek, 0,8% cigánynak, 0,4% lengyelnek, 2% egyéb, nem hazai nemzetiségűnek (10,2% nem nyilatkozott; a kettős identitások miatt a végösszeg nagyobb lehet 100%-nál). Vallásuk szerint 47,2% volt római katolikus, 5,9% református, 0,8% evangélikus, 0,4% görög katolikus, 0,4% egyéb katolikus, 9,1% felekezeten kívüli (36,2% nem válaszolt).

## Nevezetességei
- Római katolikus templom.

## Képek

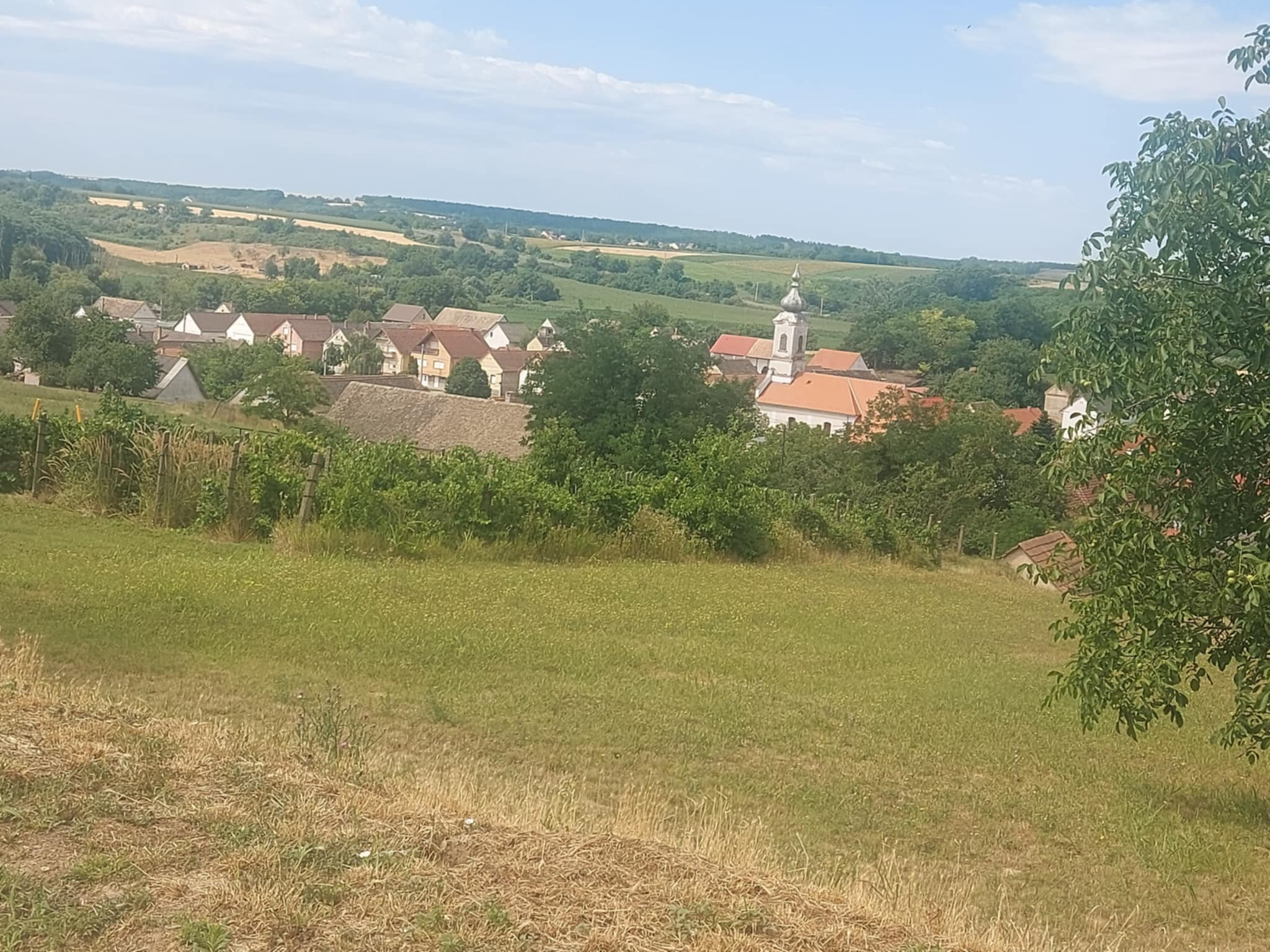
Szűr alsó része, a Dózsa György utcáról nézve
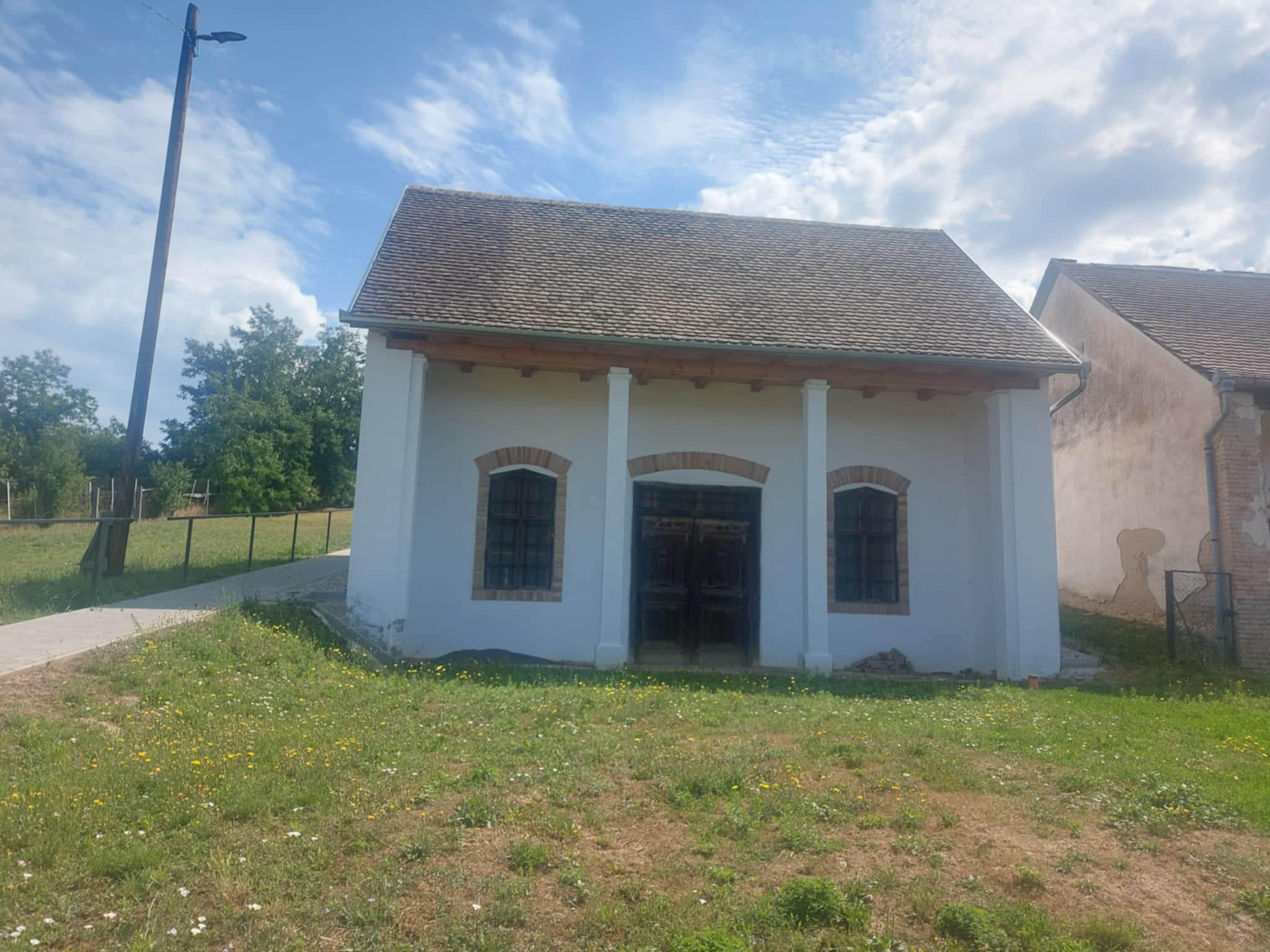
Egy ház Szűrön
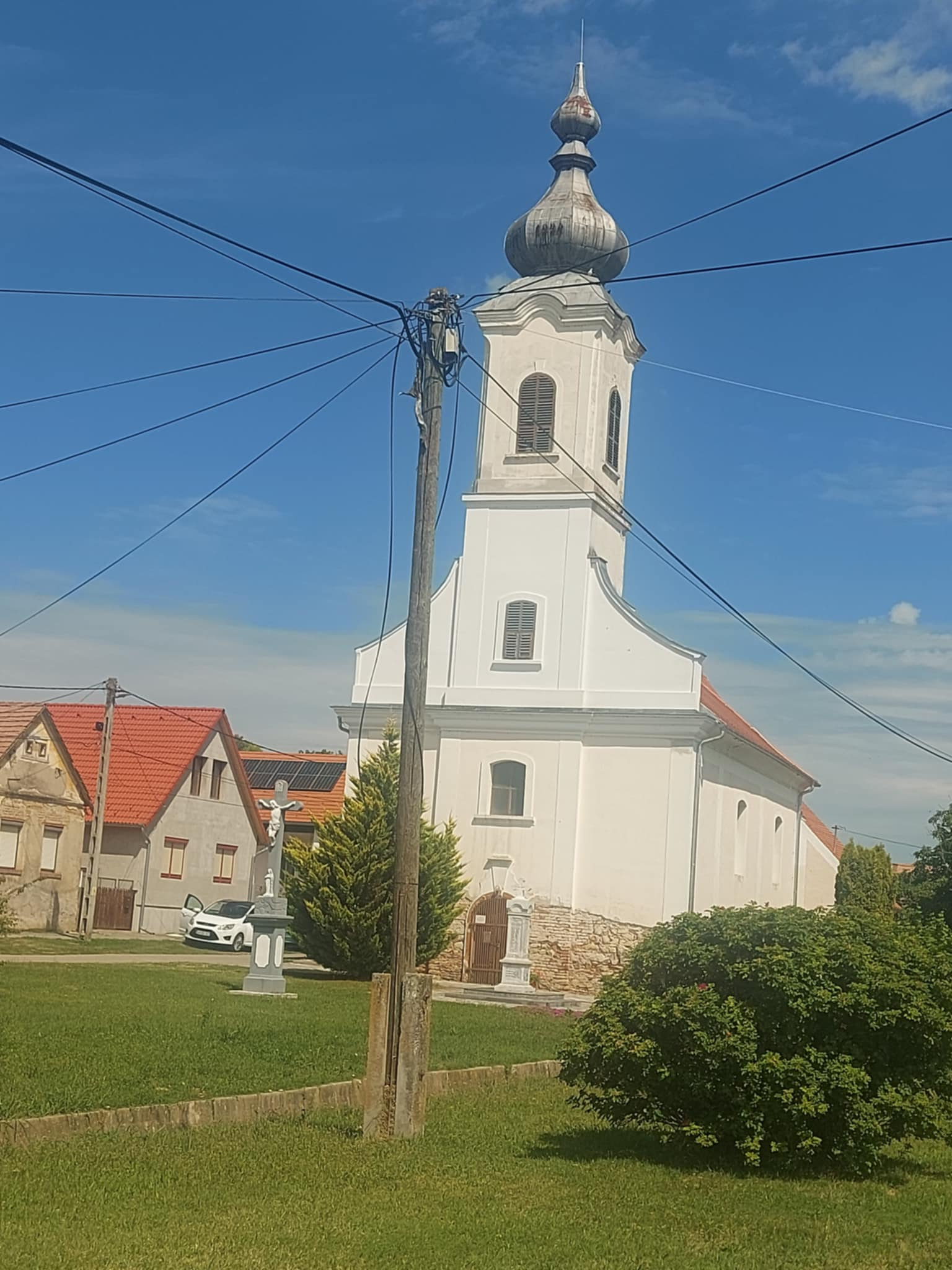
Római katolikus templom, Szűr
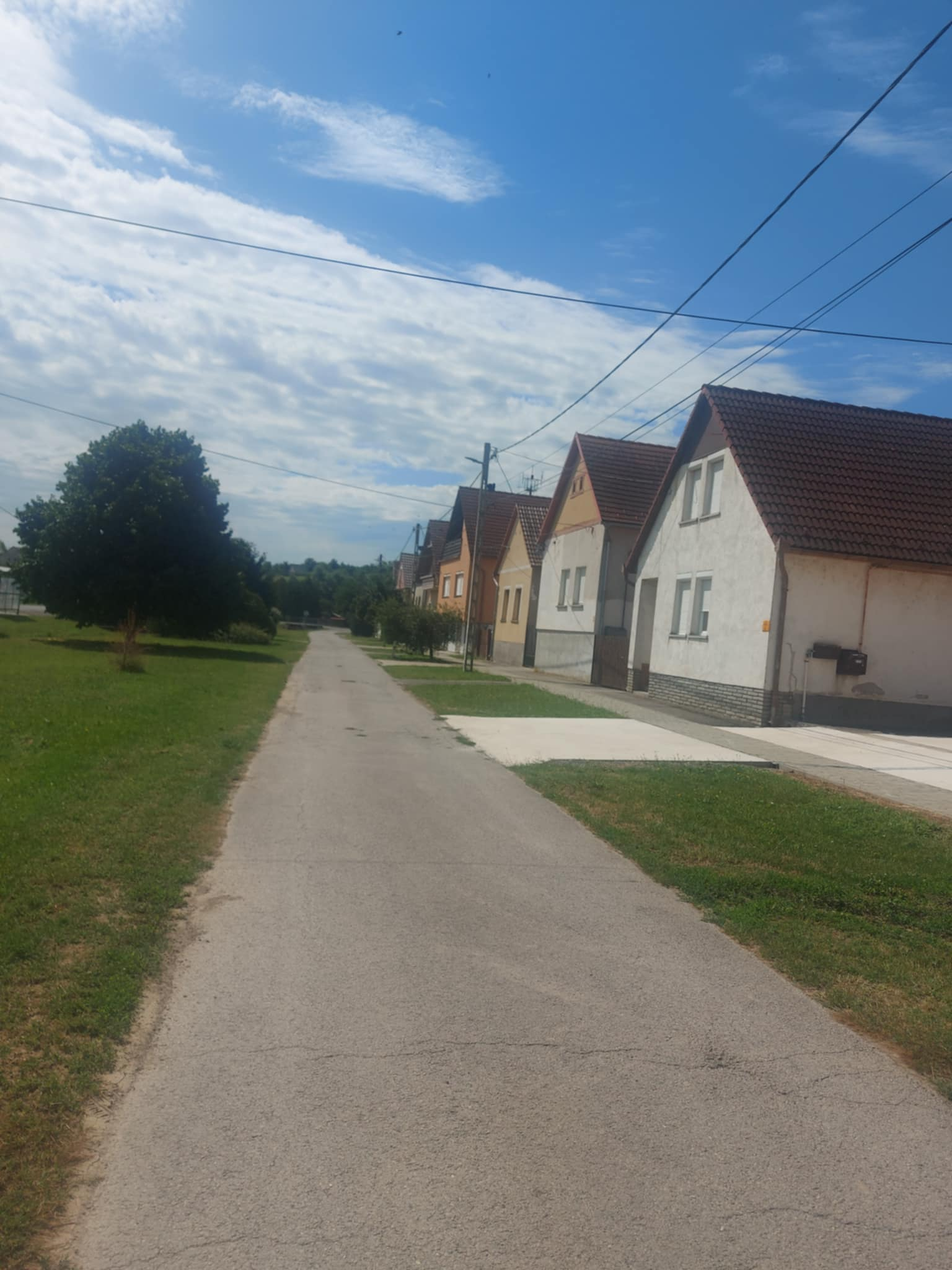
Kossuth Lajos utca, Szűr
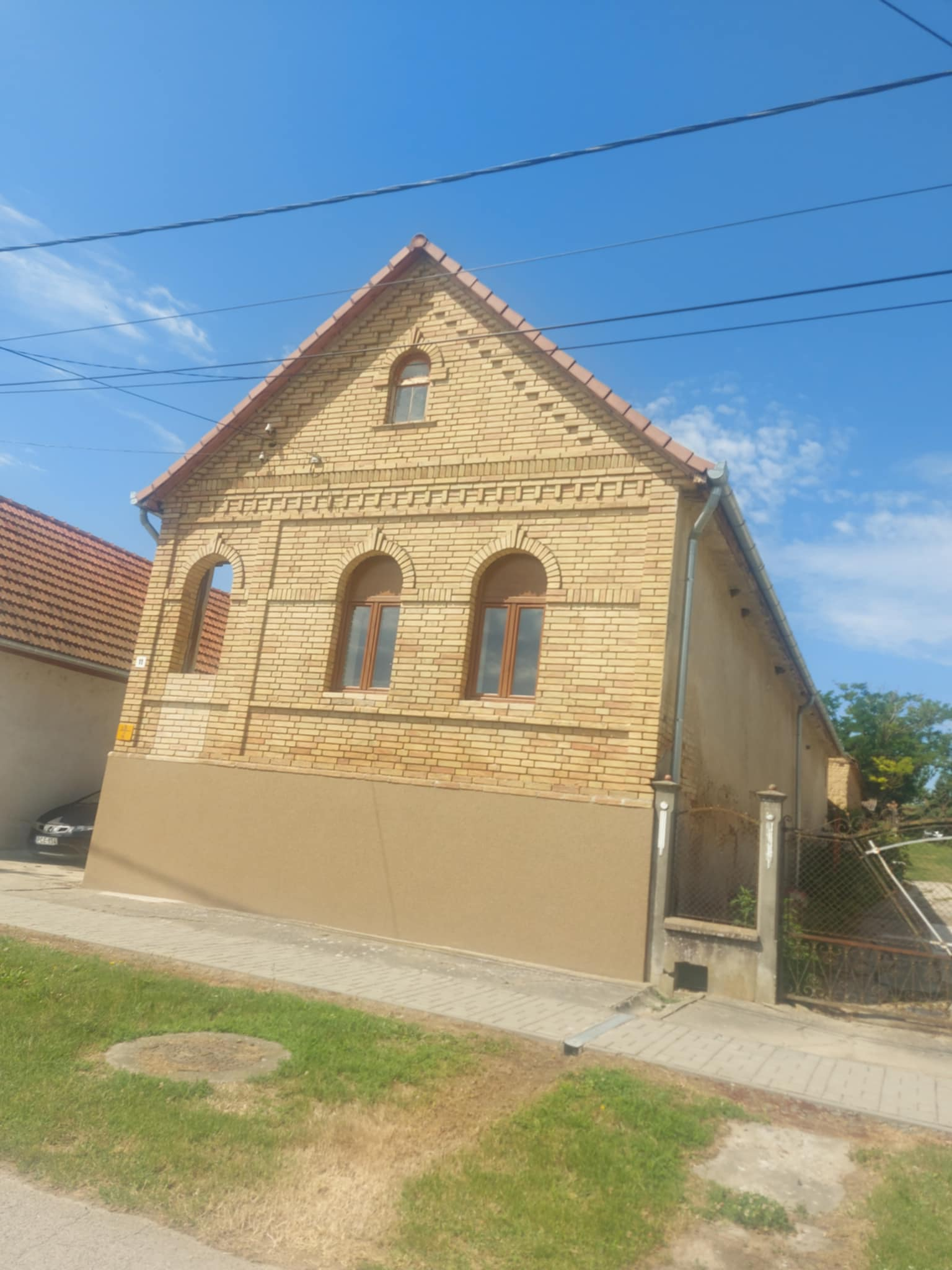
Egy ház Szűrön
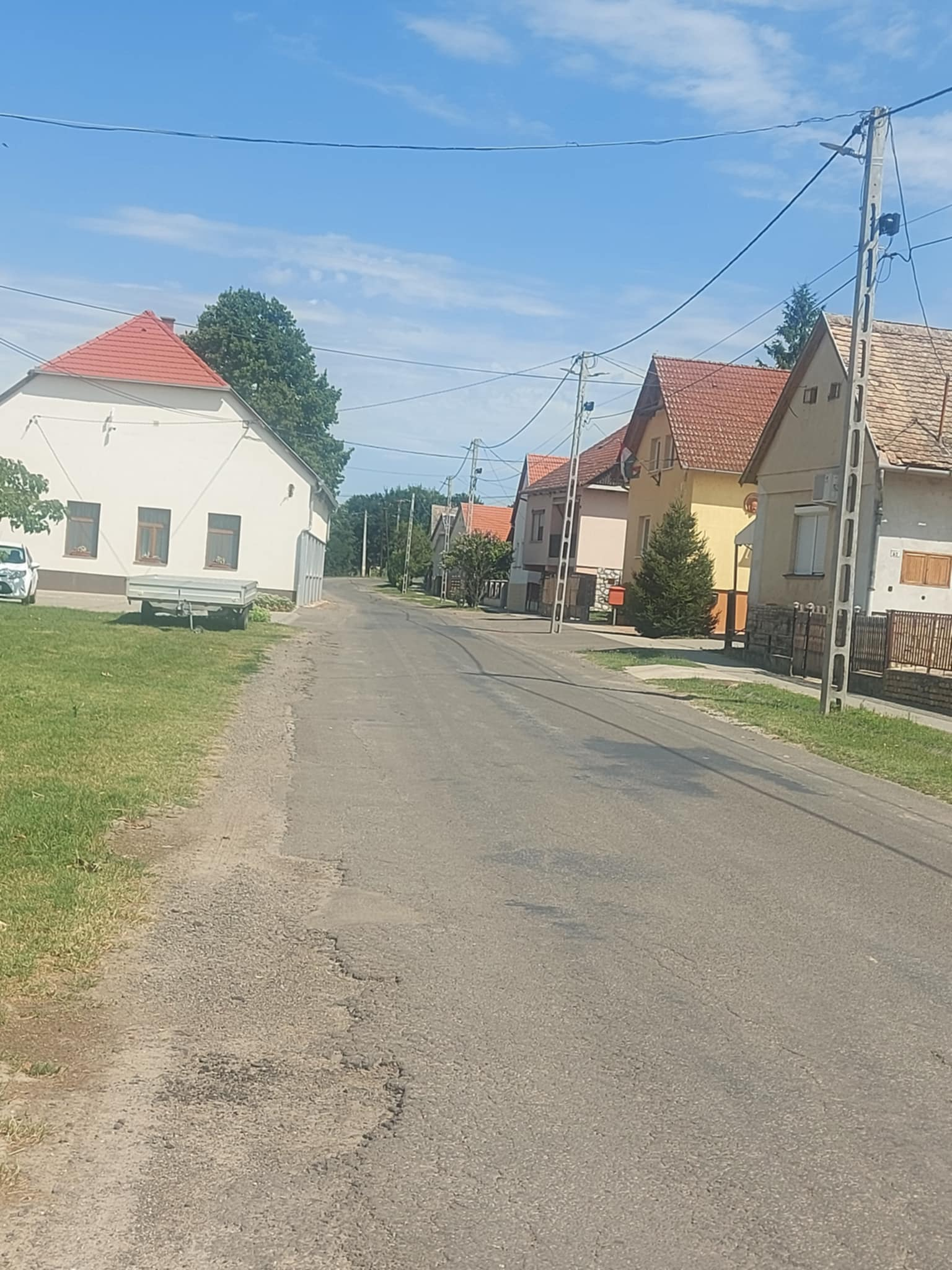
Kossuth Lajos utca, Szűr
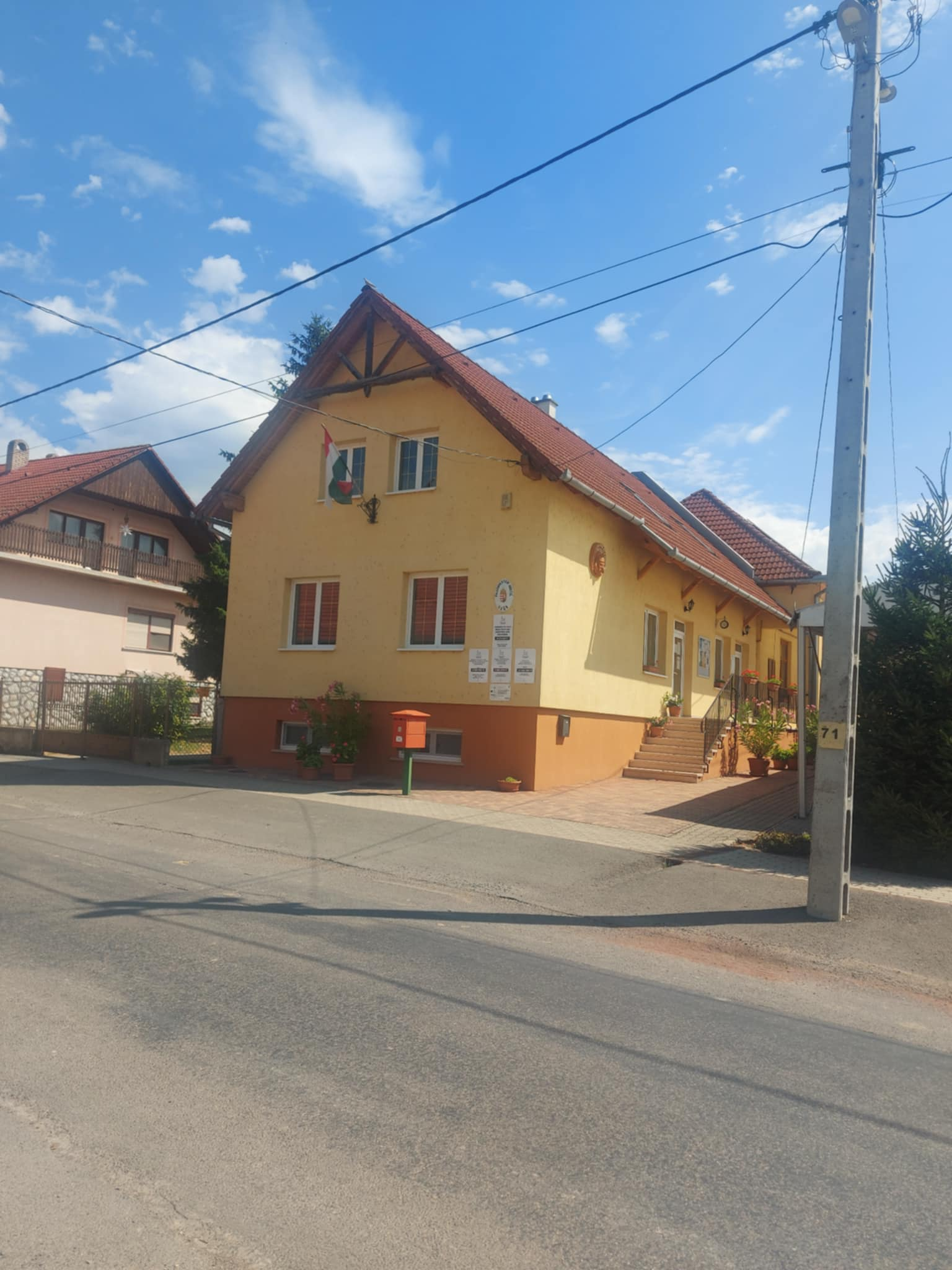
Polgármesteri Hivatal, Szűr
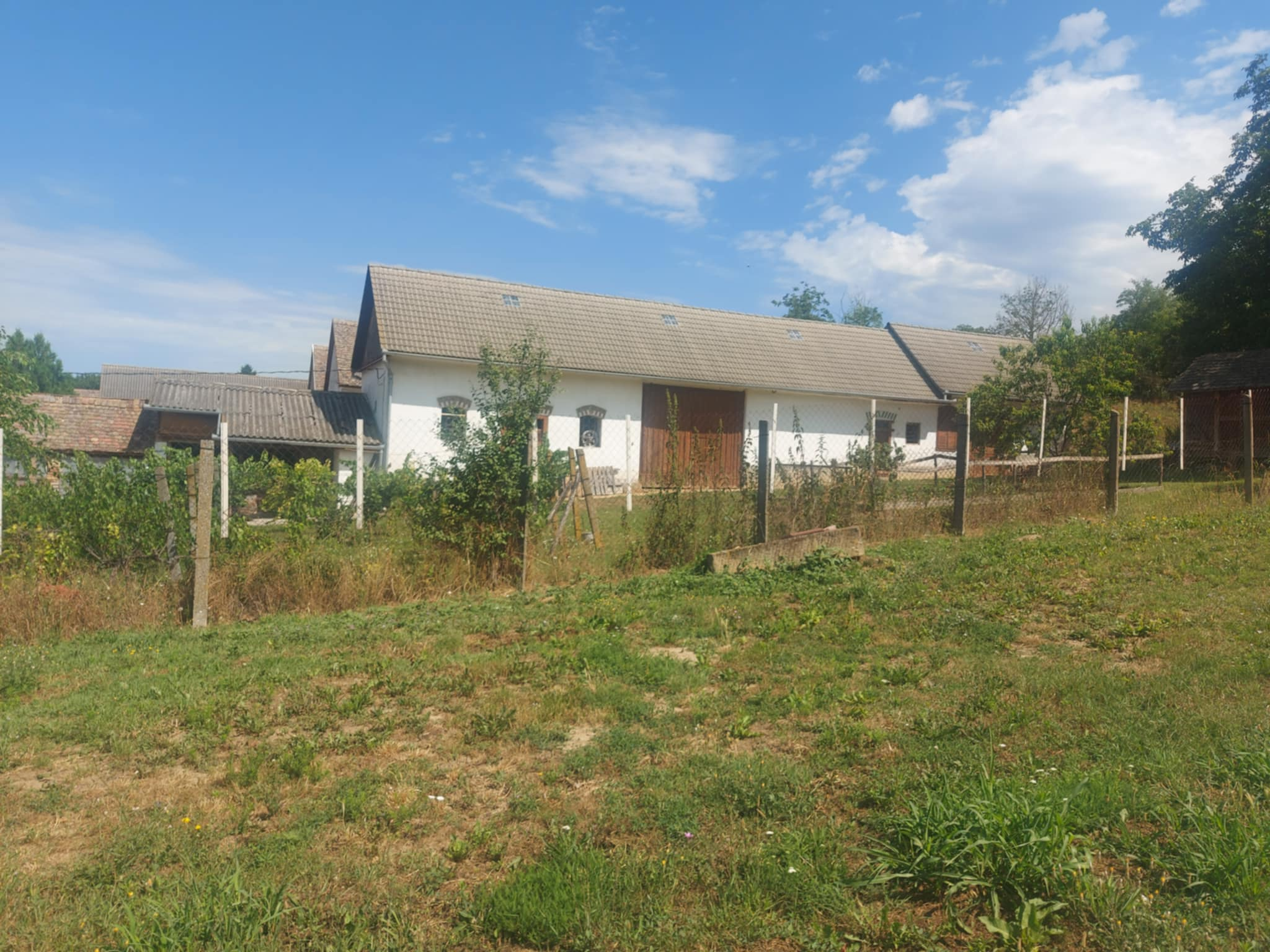
Egy ház Szűrön
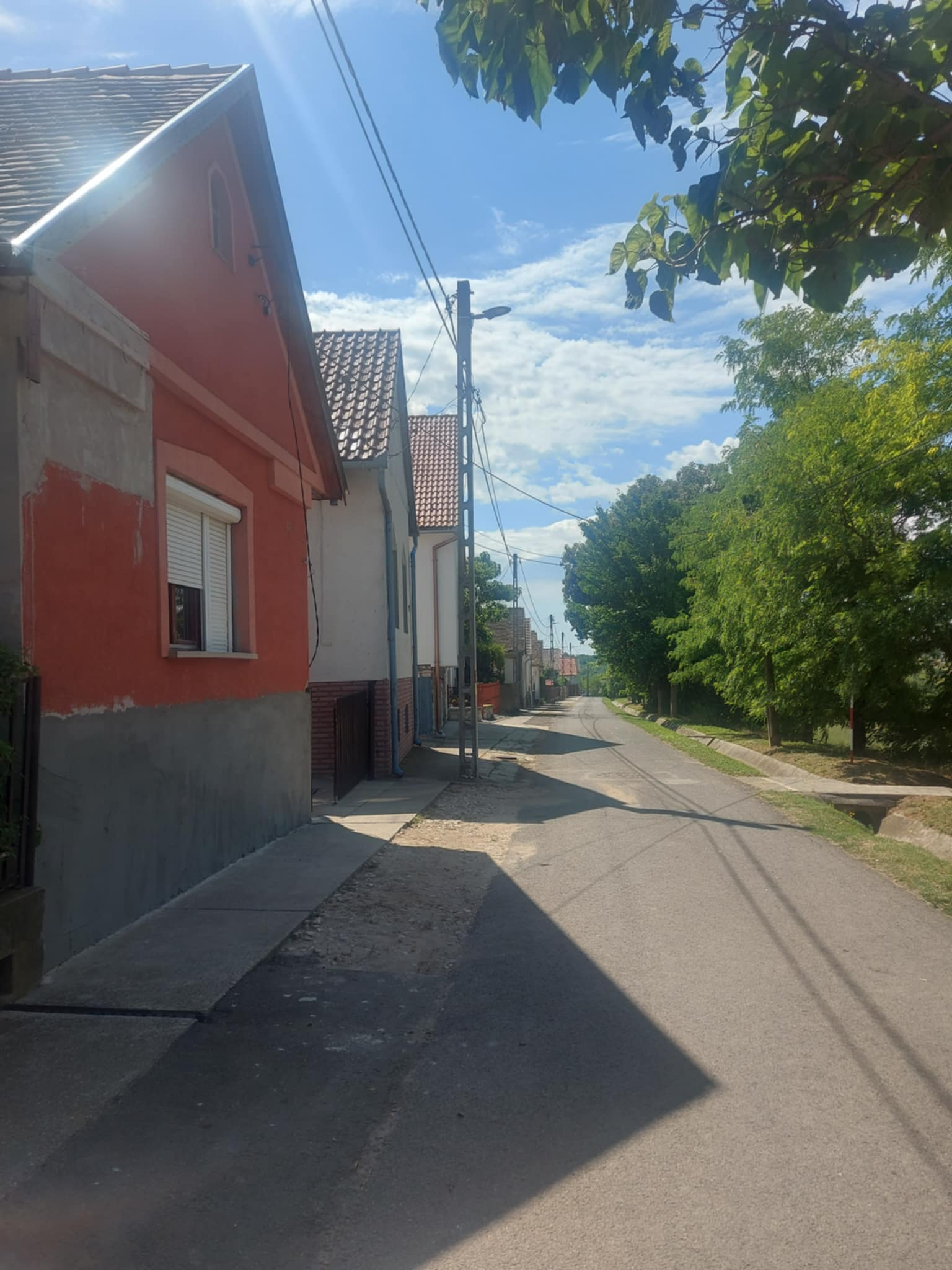
Dózsa György utca, Szűr

## Külső hivatkozások
- Szűr Önkormányzatának honlapja